# Биратнагар
Биратна́гар (непальск. बिराटनगर) — город на юго-востоке Непала. Административный центр района Моранг в зоне Коси. Расположен примерно в 500 км к юго-востоку от Катманду и в 7 километрах к северу от границы с Индией, на высоте 69 м над уровнем моря. Крупный промышленный и торговый центр. Промышленность основана главным образом на переработке сельскохозяйственного сырья и пищевой отрасли.
Население города по данным переписи 2011 года составляет 201 125 человек, из них 101 949 мужчин и 99 176 женщин. Это делает Биратнагар четвёртым крупнейшим городом страны после Катманду, Покхары и Лалитпура. В городе проживает множество различных этнических групп; наиболее распространённые языки — непальский и майтхили.
Имеется аэропорт, принимающий регулярные рейсы из Катманду и некоторых других городов страны. Автобусное сообщение с крупными городами Непала. Ветка индийских железных дорог заканчивается в городке Джогбани, расположенном сразу по другую сторону границы. Городской транспорт представлен велорикшами, авторикшами и такси.